# Óscar de Paula Gamero
Óscar de Paula Gamero (Durango, Biscaia, el 31 de maig de 1975), conegut futbolísticament com a De Paula, és un futbolista basc d'origen extremeny, que juga com a davanter.

## Trajectòria
Tot i néixer al País Basc, la familia de De Paula prové d'Extremadura, per la qual cosa la carrera del jugador es va iniciar a les files de l'Olivenza, equip d'aquesta regió. Després de passar pels Salesianos, es va incorporar al CD Badajoz en edat juvenil. Amb l'equip extremeny va jugar dues temporades a Segona Divisió.
El 1995 fitxa per la Reial Societat, l'equip on passaria la major part de la seua carrera esportiva. Romandria onze anys amb el club d'Anoeta, i tot i que no es faria amb un lloc titular, seria conegut per ser un recanvi amb gol. De fet, va disputar més de 250 partits a Primera Divisió, marcant 57 gols.
A partir de la 2002/03, les aparicions de De Paula amb el conjunt txuri-urdin començarien a minvar, fins al punt de jugar només sis partits la temporada 2005-06 (però va marcar fins a 3 gols). Al final d'eixa temporada, s'incorpora al Cadis CF, a Segona Divisió i baixa una categoria més a l'any següent al fitxar per la SD Ponferradina, de Segona Divisió B.